# Таницити
Таницити су посебне епендималне ћелије које се налазе у трећој комори мозга и на дну четврте коморе и имају процесе који се протежу дубоко у хипоталамус. Могуће је да је њихова функција пренос хемијских сигнала из цереброспиналне течности у централни нервни систем.
Термин таницит потиче од грчке речи танус што значи издужени.

## Локација
Таницити код одраслих сисара налазе се у вентрикуларном систему и циркумвентрикуларним органима. Најбројнији су у трећој комори мозга, налазе се и у четвртој комори, а могу се видети и у кичменој мождини која се шири од епендима централног канала до површине кичмене мождине. Таницити представљају приближно 0,6% популације бочног вентрикуларног зида.
Такође се показало да таницити ин виво служе као неурогена ниша која реагује на исхрану.